# 风云三号D星
风云三号D气象卫星，又名风云三号D星或风云三号04星，是一颗中国的气象卫星。2017年11月15日02时35分由长征四号丙运载火箭在太原卫星发射中心发射并随后成功入轨。高风云三号D星是中国第二代极轨气象卫星，也是首颗设置红边谱段的光学成像卫星。
风云三号D星将接替八年前开始工作的风云三号B星的观测任务。

## 仪器设备
风云三号D星共装载了10台遥感探测仪器，分别为电离层光度计（IPM）、微波温度计Ⅱ型（MWTS-Ⅱ）、中分辨率光谱成像仪Ⅱ型（MERSI-Ⅱ）、红外高光谱大气成像仪（HIRAS）、广角极光成像仪（WAI-Ⅰ）、微波成像仪（MWRI）、微波湿度计Ⅱ型（MWHS-Ⅱ）、空间环境检测器（SEM）、GNSS掩星大气探测仪（GNOS）、高光谱温室气体监测仪（GAS）。